# Lucena del Cid
Lucena del Cid (Valencianisch: Llucena) ist eine Gemeinde (municipio) mit 1.420 Einwohnern (Stand: 2024) in der Provinz Castellón der Autonomen Gemeinschaft Valencia in Spanien. 

## Geografie
Lucena del Cid liegt etwa 25 Kilometer nordwestlich von Castellón de la Plana in einer Höhe von ca. 570 m.

## Bevölkerungsentwicklung
| Jahr      | 1970 | 1981 | 1991 | 2001 | 2011 | 2021 |
| Einwohner | 2218 | 1879 | 1659 | 1541 | 1516 | 1311 |

## Sehenswürdigkeiten

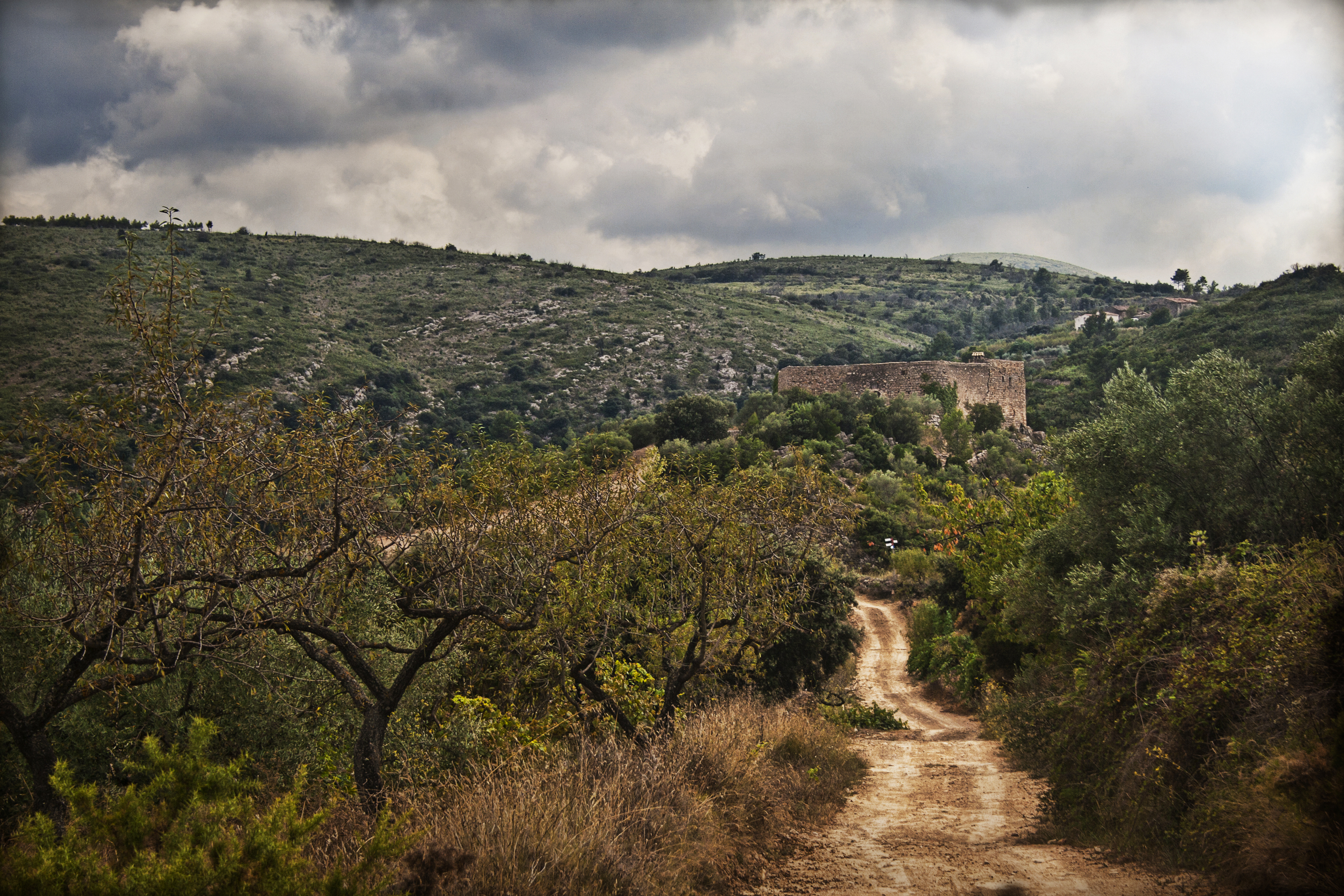
Burgreste von Les Torrelles
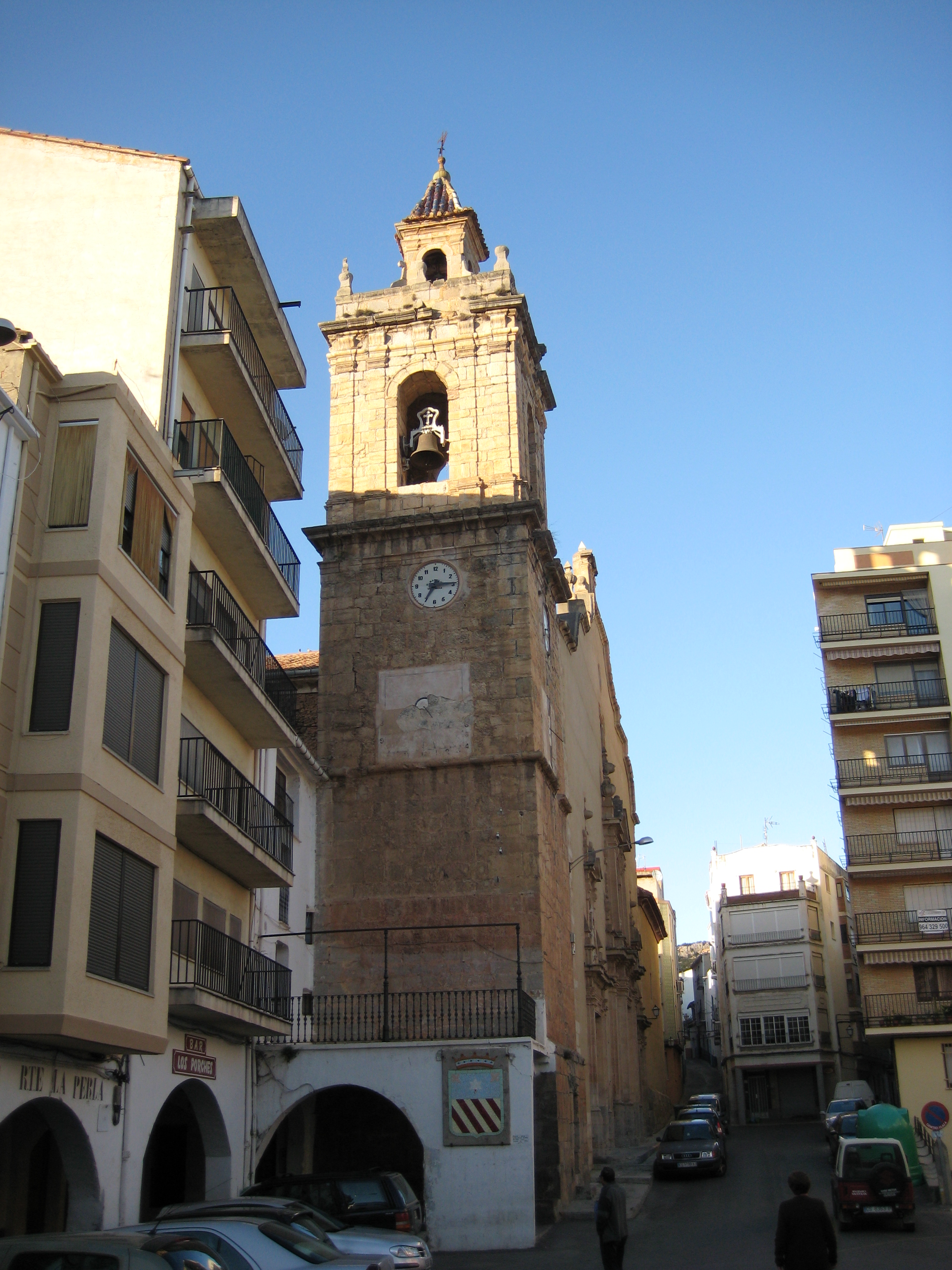
Kirche Mariä Himmelfahrt
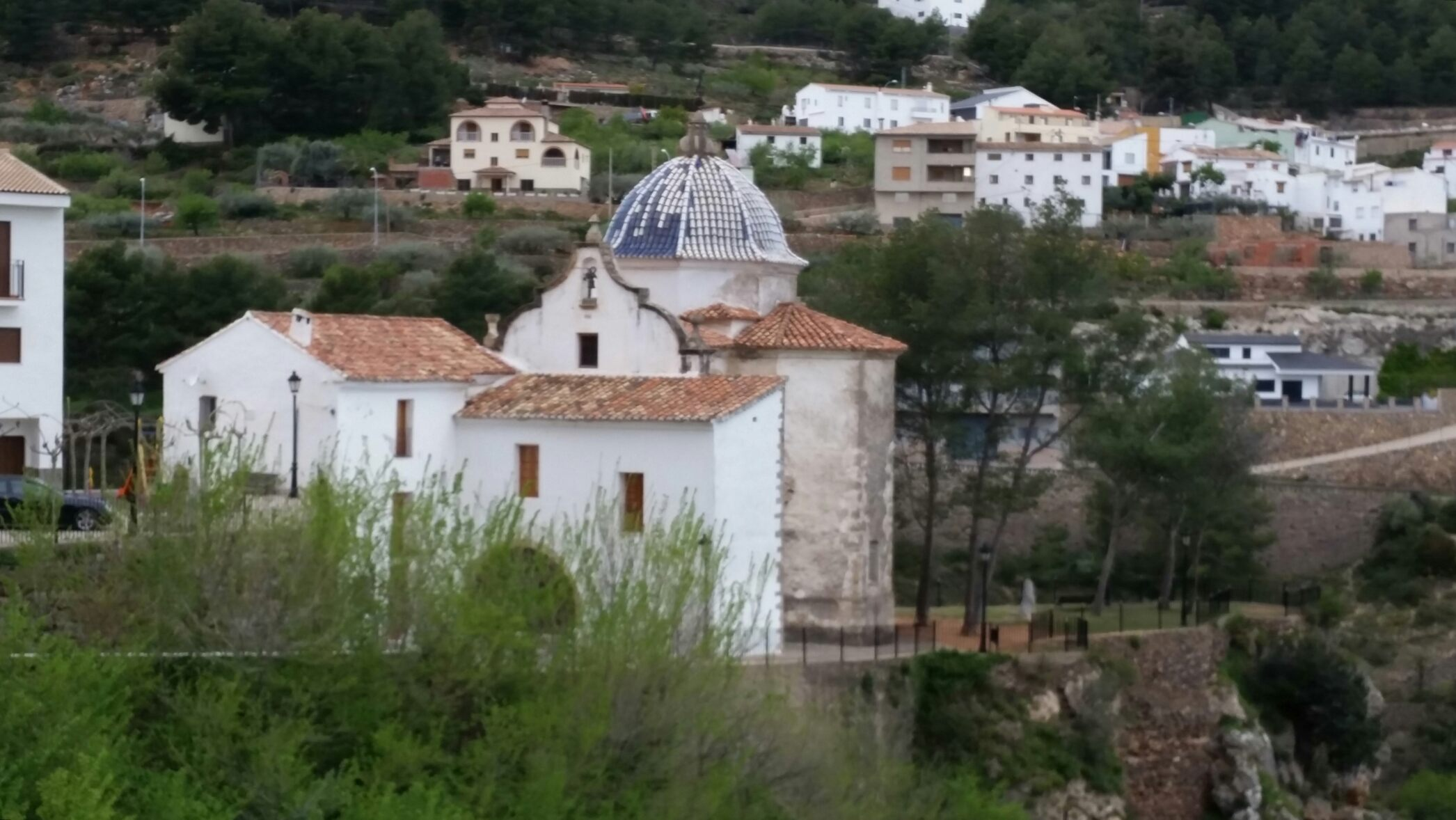
Antoniuskapelle
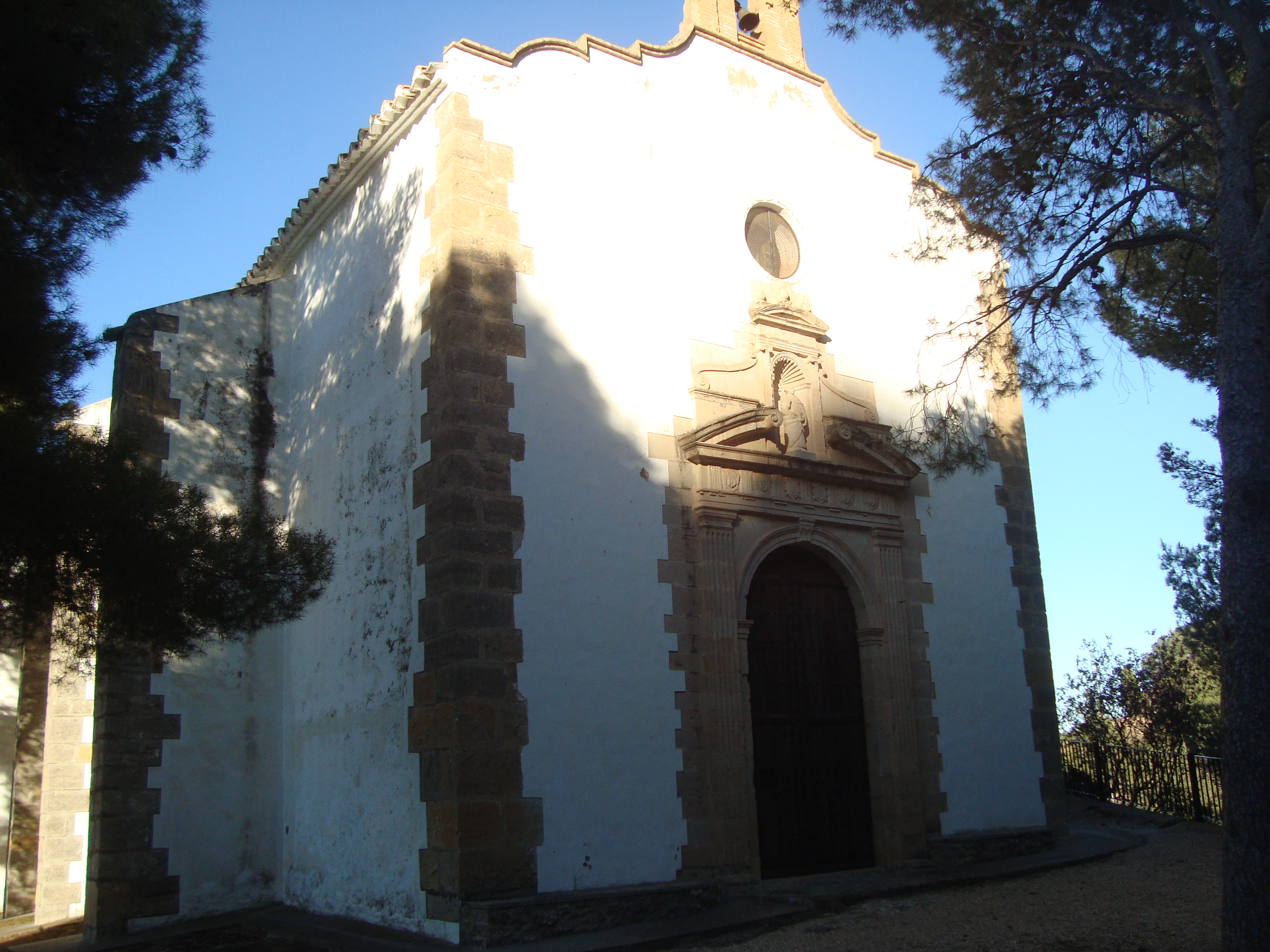
Vinzenzkapelle
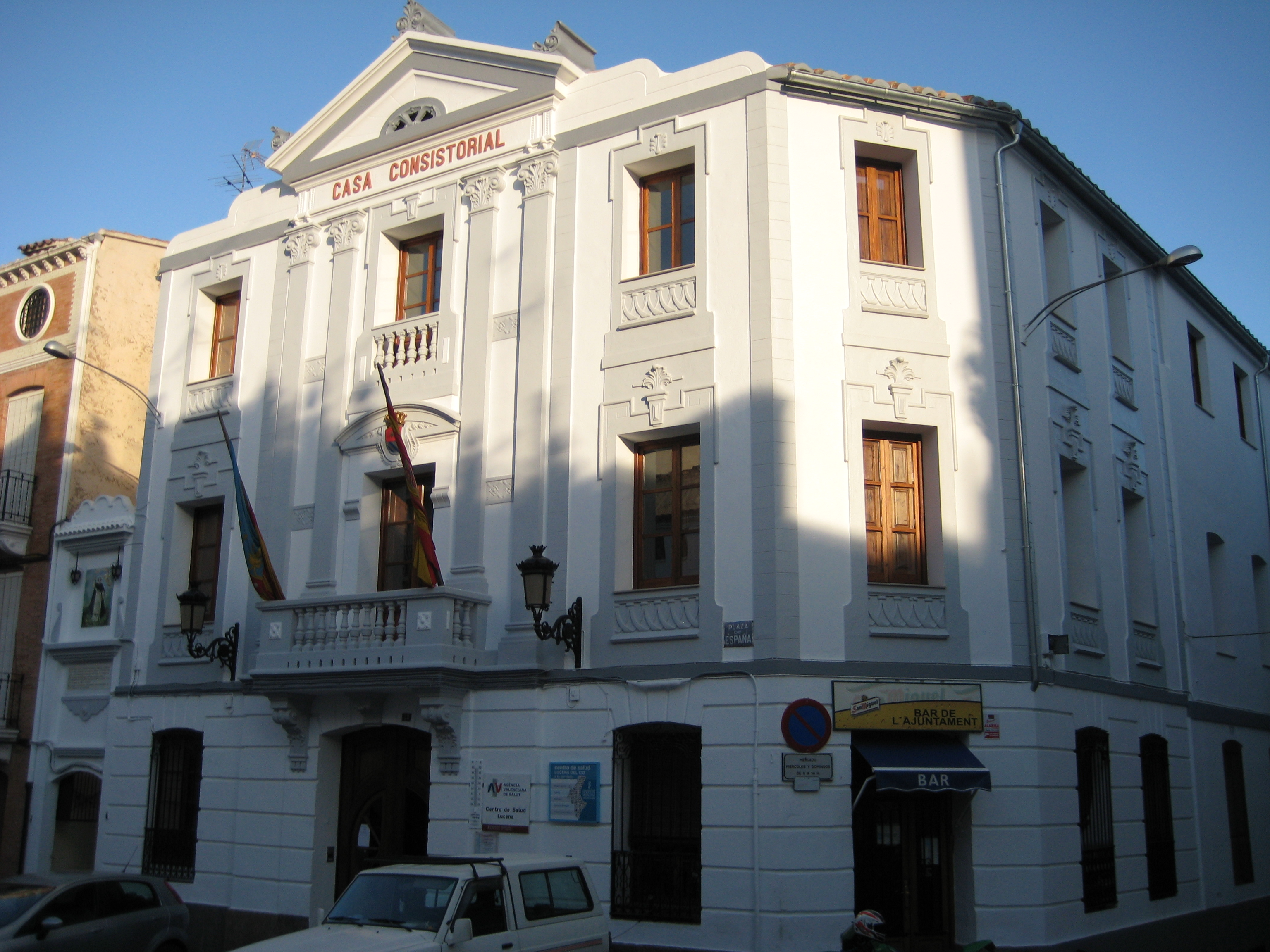
Rathaus

- Burgreste von Les Torrelles
- Kirche Mariä Himmelfahrt
- Antoniuskapelle
- Vinzenzkapelle
- Rathaus